# I’m Black
I’m Black to singel amerykańskiego rapera Stylesa P, promujący album "Time Is Money". Wydany został 3 maja 2005.
Podkład został wyprodukowany przez The Alchemist. W utworze gościnnie wystąpiła Marsha Ambrosius z Floetry. Utwór można również usłyszeć na składance Ruff Ryders "Real City Of God vol. 2".

## Lista utworów

### Strona A
1. "I’m Black" (Radio Version)
2. "I’m Black" (Main/LP Version)
3. "I’m Black" (Instrumental)

### Strona B
1. "Leaving The Game" (Radio Version)
2. "Leaving The Game" (Main/LP Version)
3. "Leaving The Game" (Instrumental)